# Вольфганг Тонне
Вольфганг Тонне (нім. Wolfgang Tonne; 28 лютого 1918, Шляйц, Німецька імперія — 20 квітня 1943, Туніс) — німецький льотчик-ас винищувальної авіації, майор люфтваффе (посмертно). Кавалер Лицарського хреста Залізного хреста з дубовим листям.

## Біографія
В 1937 року вступив в люфтваффе. Після закінчення авіаційного училища в 1939 році зарахований в 3-ю ескадрилью 53-ї винищувальної ескадри. Під час Французької кампанії збив 5 літаків. Учасник Німецько-радянської війни. З 21 лютого 1942 року — командир 3-ї ескадрильї. В листопаді 1942 року переведений в Північну Африку, де здобув ще 21 повітряну перемогу. 20 квітня 1943 року при заході на посадку Тонне вирішив виконати «фірмовий» маневр на знак своєї 122-ї перемоги, але не розрахував висоту, врізався в землю і загинув.
Всього за час бойових дій здійснив 641 бойовий виліт і збив 122 літаки, з них 96 радянських.

## Нагороди
- Нагрудний знак пілота
- Залізний хрест
  - 2-го класу (18 квітня 1940)
  - 1-го класу (23 травня 1940)
- Почесний Кубок Люфтваффе (6 серпня 1941)
- Німецький хрест в золоті (21 серпня 1942)
- Лицарський хрест Залізного хреста з дубовим листям
  - лицарський хрест (6 вересня 1942) — за 54 перемоги.
  - дубове листя (№ 128; 24 вересня 1942) — за 101 перемогу.
- Авіаційна планка винищувача в золоті з підвіскою